# Ейделотт (Оклахома)
Ейделотт (англ. Aydelotte) — громада в окрузі Поттаватомі, штат Оклагома, США. Розташована на північ від міста Шауні та на південь від міста Мікер вздовж шосе штату Оклагома 18. Громада була заснована залізницею Санта-Фе у 1903 році під назвою Гансмеєр (англ. Hansmeyer), але пізніше була перейменована на Ейделотт на честь одного з працівників залізниці, Дж. М. Ейделотта (англ. J.M. Aydelotte).